# Raorchestes graminirupes
Raorchestes graminirupes es una especie de anfibio anuro de la familia Rhacophoridae.

## Distribución geográfica
Esta especie es endémica del estado de Kerala en la India. Solo se conoce en el monte Ponmudi, donde está presente a unos 1030 m sobre el nivel del mar en el sur de Ghats occidentales.

## Descripción
Pseudophilautus graminirupes mide de 21 a 23 mm para los machos y de 27 a 30 mm para las hembras. Su parte posterior es de color marrón grisáceo con manchas negras irregulares y una banda marrón oscura entre los ojos. Su ingle está vermiculada con marrón amarillento teñido de verde azulado. Su vientre es gris claro con manchas marrones oscuras de diferentes tamaños que forman un patrón vermiculado en la garganta.

## Reproducción
Los huevos, entre 30 y 40 por huevo, se ponen en las plantas. Son blancos uniformes y están protegidos por una especie de gelatina densa. Su diámetro es de aproximadamente 5 mm o menos de 1 mm. El desarrollo no pasa por una etapa larval, es una pequeña rana que sale del huevo después de unos 24 días.

## Etimología
El nombre de la especie, del latín graminis, que significa "hierba" y de rupes, que significa "roca", se refiere a su biotopo.

## Publicación original
- Biju & Bossuyt, 2005 : Two new Philautus (Anura: Ranidae: Rhacophorinae) from Ponmudi Hill in the Western Ghats of India. Copeia, vol. 2005, n.º 1, p. 29-37[4]